# Aspen Music Festival and School
L’Aspen Music Festival and School (Festival et école de musique d'Aspen) est un festival d’été associé à une école de musique classique situé à Aspen (Colorado) aux États-Unis.
Il comporte une  programmation de concerts et des formations musicales pour des étudiants en musique.

## Historique
Fondé en 1949 par un homme d’affaires de Chicago, Walter Paepcke et son épouse Elizabeth Paepcke pour une célébration de deux semaines du bicentenaire de l'écrivain allemand du XVIIIe siècle Johann Wolfgang von Goethe, l'événement, qui comprenait à la fois des forums intellectuels et des spectacles musicaux, a été un tel succès qu'il a mené à la formation de l'Institut Aspen et du festival avec son école.
En 1951, l'école débute avec sa première classe officielle constituée de 183 étudiants en musique. Cette même année, Igor Stravinsky est le premier à présenter ses propres œuvres au festival.

## Description
Aujourd’hui, la saison d'été de huit semaines comprend plus de 300 événements, avec des concerts de musique  classique pour orchestres, solo et musique de chambre, des mises en scène d'opéra, des classes de maître, des conférences et une programmation plus particulièrement destinée aux enfants. 
En hiver, l'AMF présente une série limitée de récitals et des projections HD en direct de spectacles du Metropolitan Opera. 
L’Aspen Music Festival et son école offrent aux jeunes musiciens un choix de programmes d'études comprenant, orchestre, cuivres, musique de chambre, piano solo, piano collaboratif, opéra, direction d'orchestre, composition, musique contemporaine ou guitare classique.
l'AMF attire plus de 600 étudiants de plus de 40 pays.
L'organisation est actuellement dirigée par le président et chef de direction Alan Fletcher et le directeur musical Robert Spano.
Plusieurs  bâtiments abritent le festival : « La tente Benedict Music » (Benedict Music Tent), qui a ouvert en 2000, est le lieu de concert principal du festival avec plus de 2 000 sièges ; cet auditorium a remplacé le précédent conçu par Herbert Bayer qui en 1965, avait lui-même remplacé le petit auditorium d’origine, conçu par Eero Saarinen.
La salle de concert Joan et Irving Harris, a été ouverte en 1993.
L'Opéra Wheeler, un lieu de l'époque victorienne appartenant à la Ville de Aspen, est la résidence d’été du Metropolitan Opera. À noter également plusieurs salles de répétition, des studios d'enseignement, des salles de pratique et un bâtiment destiné aux instruments de percussion.
Le Campus est situé à trois kilomètres du centre-ville d'Aspen, et couvre un site d'une quinzaine d'hectares.

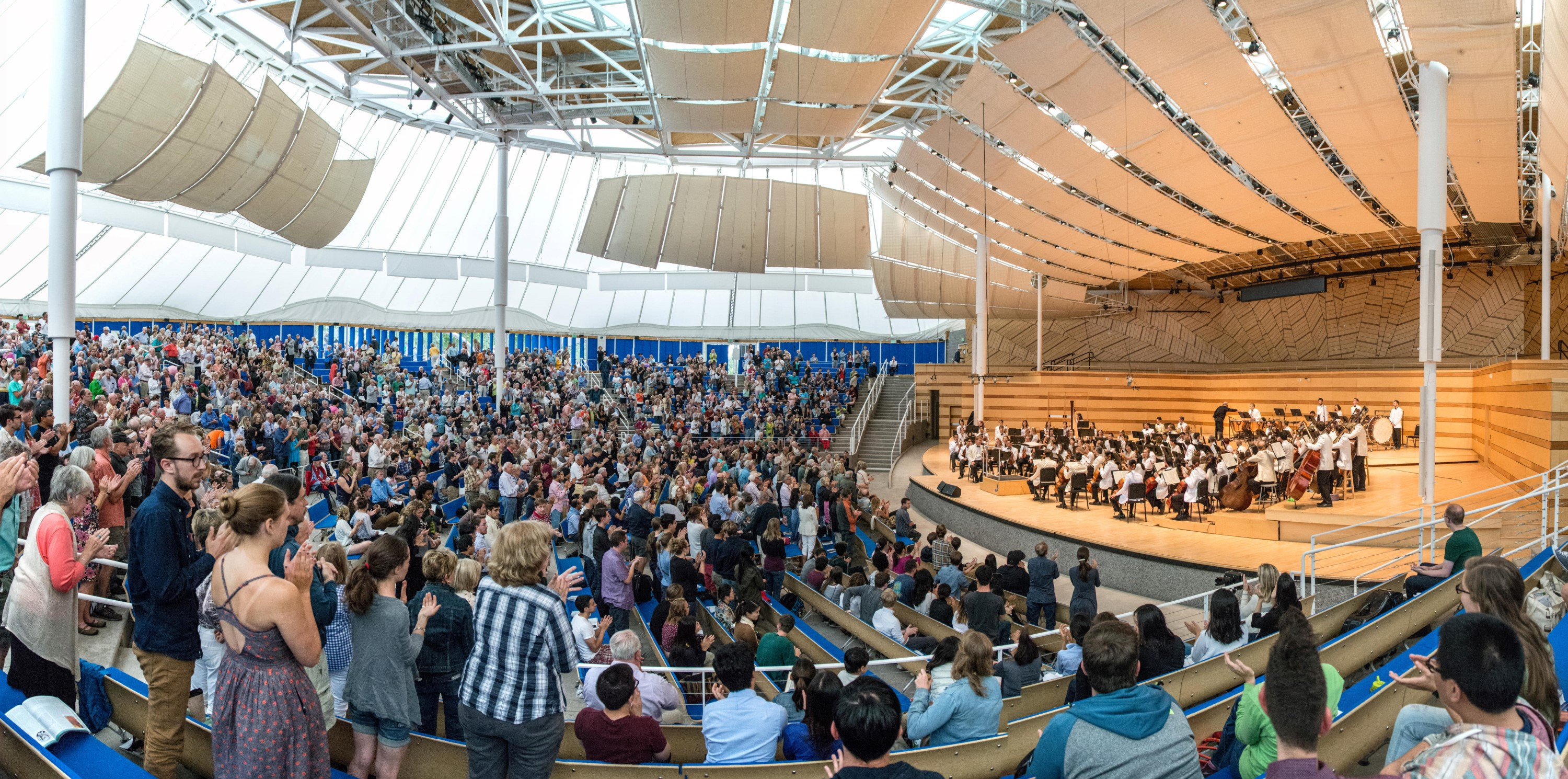
« La tente Benedict Music » lors d'un concert en 2015.
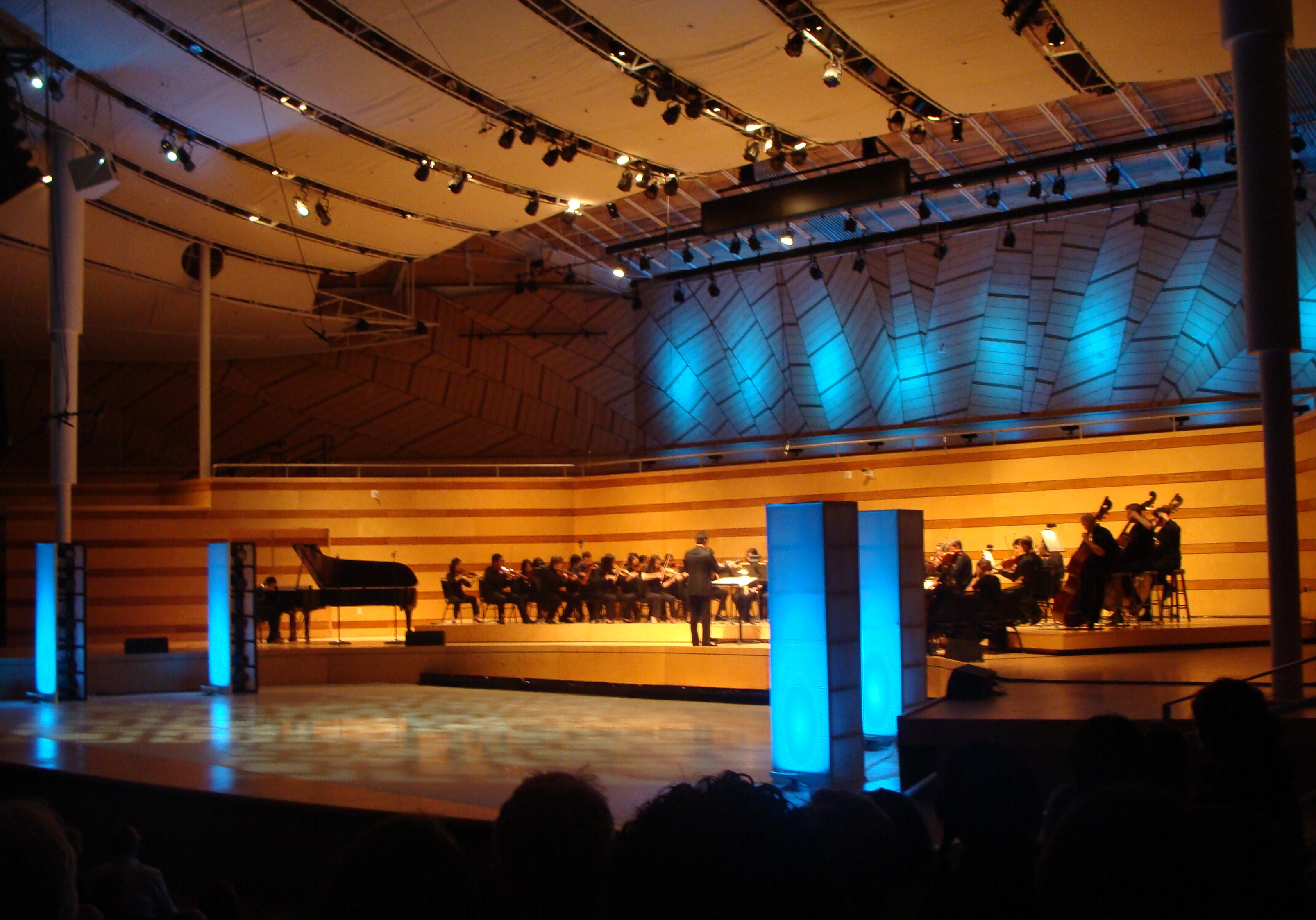
L'orchestre de l'Aspen Music Festival en 2010.
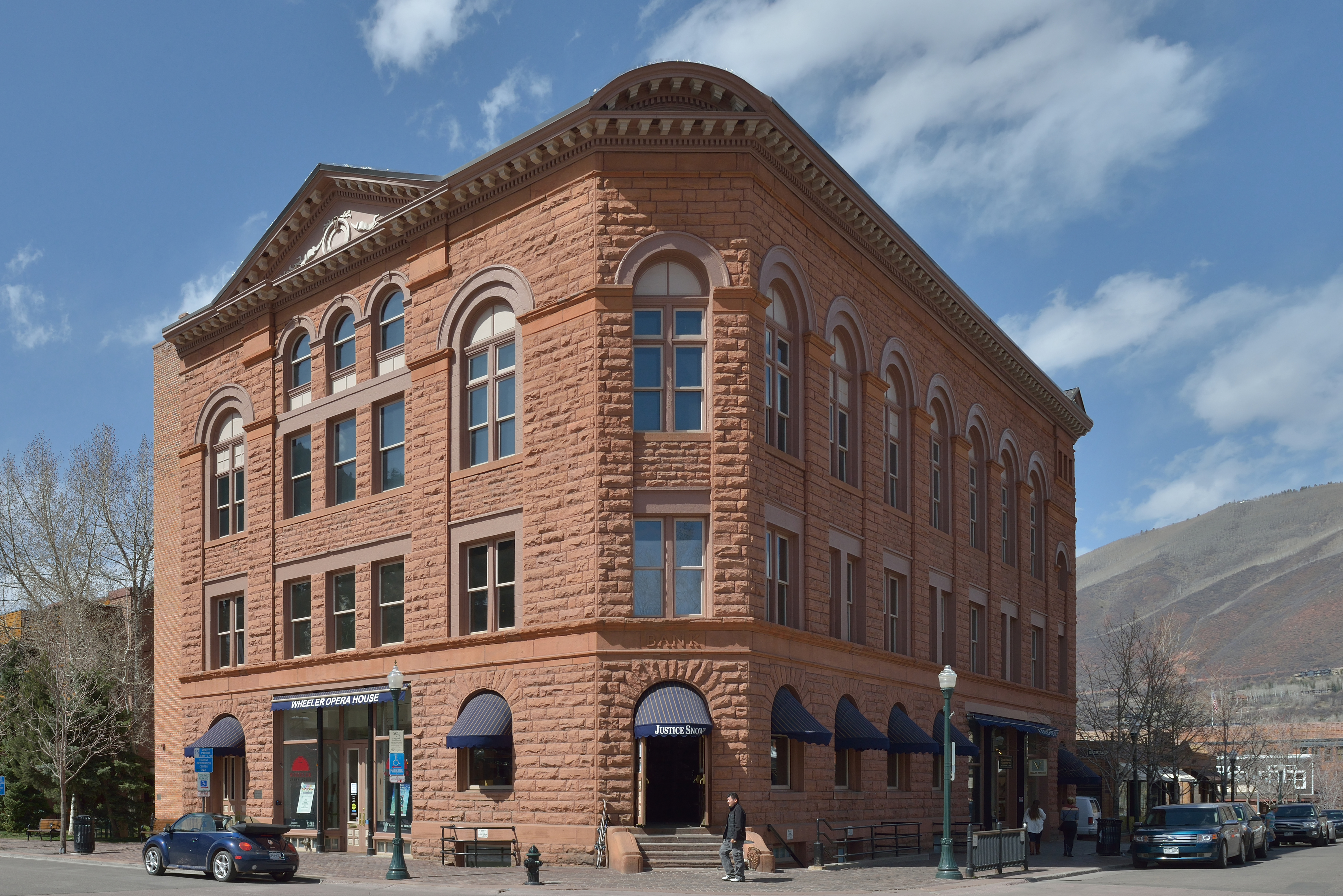
Le Wheeler Opera House d'Aspen.

## Directeurs
- 1954 – William Steinberg[5]
- 1955 – Hans Schweiger
- 1956-1961 – Izler Solomon[6]
- 1962 – Walter Susskind[7]
- 1963 – Szymon Goldberg
- 1964-1968 – Walter Susskind
- 1970-1990 – Jorge Mester[8]
- 1991-1997 – Lawrence Foster[9]
- 1998-2009 – David Zinman[10]
- depuis 2012 – Robert Spano[11]